# Micrurus pyrrhocryptus
Micrurus pyrrhocryptus é uma espécie de cobra-coral, um elapídeo do gênero Micrurus. É uma coral tricolor de porte médio, medindo entre 2,13 e 173 cm. Focinho e topo da cabeça pretos, 6 a 12 tríades de anéis pretos no corpo, com anéis vermelhos e amplos. Ocorre no centro-sul da América do Sul ao leste dos Andes, incluindo partes da Argentina, Brasil, Bolívia e Paraguai.